# Londýnská správa silnic

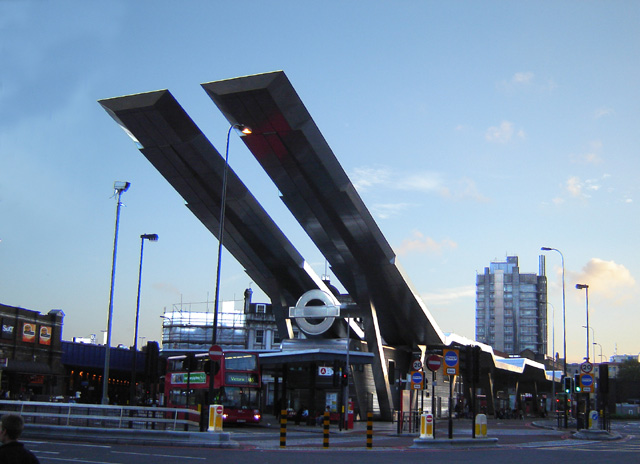
Vauxhall Cross Londýn

Za správu, údržbu a plánování rozvoje hlavních silničních tahů – celkem cca 580 km - v oblasti Velkého Londýna je zodpovědná organizační jednotka Transport for London – Street Management. Tyto silnice jsou také označovány jako Red Routes nebo Transport for London Road Network (TLRN), toto označení vychází z červené barvy značek, což je v rámci Velké Británie výjimečné.
Hlavní dopravní tepnou současného Londýna je okružní dálnice M25, která v některých částech vybočuje za hranice Velkého Londýna. V Londýně existuje i vnitřní okruh tvořený severním okruhem (silnice A406 z Gunnersbury do West Hamu) a jižním okruhem (silnice A205).
Mnoho britských dálnic začíná v Londýně. Jsou to M1 (na sever), M11 (na severovýchod), M2 a M20 (na jihovýchod), M23 (na jih), M3 (na západ), M4 (na západ), M40 (na severozápad). V Londýně má svůj počátek i mnoho dalších významných autostrád – A1 (Great North Road), A10 (do Cambridge), A2 (do Doveru), A20 (přes Folkestone do Doveru) a A3 (do Portsmouthu).
Street Management také zodpovídá za uplatňování poplatku za vjezd soukromých vozidel do centrální oblasti Londýna – London Congestion Charge.
Za správu silnic mimo působnost Street Management zodpovídají jednotlivé  městské obvody.